# Захорна (Шолданештский район)
Захорна (рум. Zahorna) — село в Шолданештском районе Молдавии. Наряду с сёлами Добруша и Речешты входит в состав коммуны Добруша.

## История
Впервые упоминается в начале XV века. 10 ноября 1590 года господарь Молдавского княжества Пётр VI Хромой основал монастырь Побрата. В документе об основании упоминается и Загорна. В 1732—1773 гг. село принадлежало капитану Константину Вартику и состояло из 93 домов. В 1923 году в Загорне было 87 домов, 295 жителей, смешанная начальная школа и две корчмы. В советское время в селе работала бригада колхоза «Искра», начальная школа, клуб, пункт медицинской помощи, магазины.

## География
Село расположено на высоте 205 метров над уровнем моря.

## Население
По данным переписи населения 2004 года, в селе Захорна проживает 357 человек (176 мужчин, 181 женщина).
Этнический состав села:
| Национальность | Число жителей | Процентный состав |
| -------------- | ------------- | ----------------- |
| молдаване      | 343           | 96,08             |
| румыны         | 8             | 2,24              |
| украинцы       | 3             | 0,84              |
| русские        | 3             | 0,84              |
| Всего          | 357           | 100 %             |